# Карасово
Кара́сово (рос. Карасово) — присілок у складі Великоустюзького району Вологодської області, Росія. Входить до складу Зарічного сільського поселення.

## Населення
Населення — 220 осіб (2010; 250 у 2002).
Національний склад (станом на 2002 рік):
- росіяни — 99 %